# L'Homme des passions
Pour plus de détails, voir Fiche technique et Distribution.
L'Homme des passions (火宅の人, Kataku no hito) est un film japonais réalisé par Kinji Fukasaku, sorti en 1986.

## Synopsis
Dans les années 1950, un écrivain à succès doit composer sa vie avec sa famille, mais aussi ses très nombreuses maîtresses.

## Fiche technique
- Titre : L'Homme des passions
- Titre original : 火宅の人 (Kataku no hito?)
- Réalisation : Kinji Fukasaku
- Scénario : Fumio Kōnami d'après l'autobiographie de Kazuo Dan
- Musique : Takayuki Inoue
- Photographie : Daisaku Kimura
- Décors : Yoshikazu Sano
- Montage : Isamu Ichida
- Société de production : Shōchiku et Toei Company
- Pays de production :  Japon
- Langue originale : japonais
- Genre : Drame et biopic
- Format : couleur - 1,85:1 - 35 mm
- Durée : 132 minutes[1]
- Dates de sortie : 
  - Japon : 12 avril 1986[1]

## Distribution
- Ken Ogata : Kazuo Dan
- Ayumi Ishida : Yoriko Dan
- Mieko Harada : Keiko
- Keiko Matsuzaka : Tokuko Tanayoshi
- Chū Arai : Kanda
- Fumi Dan : la mère de Kazuo
- Hisashi Igawa : Tsubono
- Renji Ishibashi : le père de Kazuo
- Junko Miyauchi : la mère de Tokuko
- Yûsuke Okada : Osamu Dazai
- Hiroyuki Sanada : Chuya Nakahara
- Atom Shimojō : Nakajima
- Gōzō Sōma : le médecin
- Hatsuo Yamaya : le père de Tokuko

## Distinctions
Le film a été nommé pour onze Japan Academy Prizes et en a remporté neuf : meilleur film, meilleur acteur pour Ken Ogata, meilleure actrice pour Ayumi Ishida (également pour son rôle dans Tokei - Adieu l'hiver, meilleur second rôle féminin pour Mieko Harada (également pour ses rôles dans Kokushi muso et Purushian burū no shōzō), meilleur réalisateur, meilleur scénario, meilleure photographie, meilleures lumières et meilleure musique.